# استیرنز ۲۰۳۵
سیارک ۲۰۳۵ (به انگلیسی: 2035 Stearns، نامگذاری:1973SC) دو هزار و سی و پنجمین سیارک کشف شده‌است که در ۲۱ سپتامبر ۱۹۷۳ کشف شد.
قدر مطلق سیارک برابر ۱۲٫۶۱ است.